# Get on Up
Pour plus de détails, voir Fiche technique et Distribution.
Get on Up est un film biographique américain réalisé par Tate Taylor, sorti en 2014. Il retrace la vie du chanteur James Brown.

## Synopsis
James Joseph Brown Jr. nait le 3 mai 1933 en Caroline du Sud. Après une jeunesse difficile émaillée d'abandon, d'abus sexuel, d'écoles de redressement et de prison, James canalisera ses coups durs d'abord dans la boxe puis dans la chanson, jusqu'à devenir « Le Parrain de la Soul » (« The Godfather of Soul »).

## Fiche technique
- Titre original : Get on Up
- Titre français : Get on Up, sous-titré James Brown : une épopée américaine
- Réalisation : Tate Taylor
- Scénario : Steven Baigelman, Jez Butterworth et John-Henry Butterworth
- Direction artistique : Jesse Rosenthal
- Décors : Mark Ricker
- Costumes : Sharen Davis
- Photographie : Stephen Goldblatt
- Montage : Michael McCusker (en)
- Musique : Thomas Newman
- Production : Brian Grazer, Erica Huggins, Mick Jagger et Victoria Pearman
- Sociétés de production : Imagine Entertainment, Jagged Films et Wyolah Films
- Sociétés de distribution : Universal Pictures (États-Unis), Universal Pictures International France
- Budget : 30 000 000 dollars[réf. souhaitée]
- Pays de production :  États-Unis
- Langue originale : anglais
- Format : couleur
- Genre : biographie et drame
- Durée : 138 minutes
- Dates de sortie[1] :
  - États-Unis : 1er août 2014
  - France : 24 septembre 2014

## Distribution
- Chadwick Boseman (VF : Mohad Sanou ; VQ : Hugolin Chevrette) : James Brown
- Viola Davis (VF : Maik Darah ; VQ : Johanne Garneau) : Susie Brown
- Octavia Spencer (VF : Zaïra Benbadis ; VQ : Marie-Andrée Corneille) : Tante Honey
- Craig Robinson (VF : Jean-Paul Pitolin ; VQ : Tristan Harvey) : Maceo Parker
- Dan Aykroyd (VF : Patrick Bethune ; VQ : Mario Desmarais) : Ben Bart
- Nelsan Ellis (VQ : Martin Desgagné) : Bobby Byrd
- Jill Scott (VF : Annie Milon ; VQ : Marika Lhoumeau) : Deidre « Dee-Dee » Jenkins
- Tika Sumpter (VF : Géraldine Asselin ; VQ : Julie Beauchemin) : Yvonne Fair
- Keith Robinson (VF : Jean-Michel Vaubien ; VQ : Maxime Allard) : Baby Roy
- Lennie James (VF : Thierry Desroses ; VQ : Thiéry Dubé) : Joseph « Joe » James
- James DuMont : Caporal Dooley
- Nick Eversman : Mick Jagger
- Josh Hopkins (VQ : Frédérik Zacharek) : Ralph Bass
- Brandon Mychal Smith (VF : Jean-Baptiste Anoumon ; VQ : Éric Paulhus) : Little Richard
- Aaron Jay Rome  : Frankie Avalon
- Aloe Blacc (VQ : François Sasseville (acteur)) : Nafloyd Scott
- Aunjanue Ellis (VQ : Nadia Paradis) : Vicki Anderson
- Fred Melamed (VQ : Guy Nadon) : Syd Nathan
- Tariq Trotter (VQ : Jean-François Beaupré) : Pee Wee Ellis

Sources VF

## Production

### Développement
Après la mort de James Brown en décembre 2006, de nombreux projets de biopic sont envisagés. En 2009, Spike Lee voulait notamment réaliser le film.
Le 22 octobre 2012, Tate Taylor est annoncé comme réalisateur du biopic sur James Brown, avec Mick Jagger et Brian Grazer à la production. Le 29 août 2013, Universal Pictures révèle le titre du film : Get on Up.

### Auditions
Wesley Snipes devait tenir le rôle de James Brown, sous la direction de Spike Lee. Cependant, en 2011, alors que Spike Lee est toujours aux commandes, Eddie Murphy est envisagé notamment par des proches du chanteur. Chadwick Boseman est finalement confirmé dans le rôle en août 2013.

### Tournage
Le tournage débute le 4 novembre 2013 à Natchez dans l'État du Mississippi, puis se poursuit à Jackson.

### Musique
La bande originale du film contient vingt morceaux mythiques de James Brown dont de nombreux lives – notamment Get Up (I Feel Like Being A), Sex Machine enregistré à l'Olympia en 1971 et deux totalement inédits.
L'édition française de l'album comprendra trois pistes supplémentaires, qui sont des reprises exclusives chantées par des artistes français : Yseult Onguenet (saison 10 de Nouvelle Star) interprète It's A Man's Man's Man's World, Mat Bastard de Skip the Use revisite I Got You (I Feel Good) avec le J Top's Orchestra et Ben l'Oncle Soul chante Please, Please, Please avec les Monophonics, un groupe de musiciens de San Francisco.
Liste des titres
1. Get Up (I Feel Like Being a) Sex Machine – 5:18
2. The Payback, Pt. 1 – 3:33
3. Out of Sight – 2:23
4. I Got You (I Feel Good) – 2:47
5. Caldonia – 2:10
6. Please, Please, Please – 3:55
7. Night Train – 3:01
8. Papa's Got a Brand New Bag, Pt. 1 – 2:07
9. It's a Man's Man's Man's World – 5:12
10. Cold Sweat, Pt. 1 – 3:03
11. Mother Popcorn, Pt. 1 – 3:18
12. I Got the Feelin’ – 2:41
13. I Can't Stand Myself (When You Touch Me) – 3:10
14. Say It Loud - I'm Black and I'm Proud, Pt. 1 – 2:50
15. Get Up (I Feel Like Being A) Sex Machine – 6:37
16. Super Bad – 5:04
17. Soul Power – 6:13
18. Try Me –3:01
19. Please, Please, Please – 2:47
20. Get Up Offa That Thing – 4:10
Titres bonus –  France
21. Please, Please, Please (interprété par Ben l'Oncle Soul et les Monophonics)
22. I Got You (I Feel Good) (interprété par Mat Bastard de Skip the Use avec les J Top's Orchestra)
23. It's a Man's Man's Man's World (interprété par Yseult)

## Box office
Le film est une déception au box office, n'engrangeant que 30,6 millions de dollars de recettes pour un budget de 30 millions de dollars. 
En France, selon Le Figaro, le film figure en dix-neuvième position dans la liste des vingt films français et étrangers les plus « boudés par le public » en 2014 .

## Distinctions

### Récompenses
- New York Film Critics Online Awards 2014 : meilleure musique de film

### Nominations
- Screen Actors Guild Awards 2015 : meilleure équipe de cascadeurs